# Ropinirolo
Il ropinirolo è un composto chimico, un agonista non ergolinico della dopamina. Il farmaco viene utilizzato nel trattamento della malattia di Parkinson, spesso anche in combinazione con la levodopa. In Italia il farmaco è venduto dalla società farmaceutica GlaxoSmithKline con il nome commerciale di Requip, nella forma farmaceutica di compresse con dosaggi compresi tra 0,25 mg e i 5 mg.

## Farmacodinamica
Ropinirolo agisce come agonista non-ergolinico sui recettori D2, D3 e D4 della dopamina, caratterizzandosi per una maggiore affinità per i recettori D3. È inoltre debolmente attivo sui recettori 5-HT 2 e sui recettori α2. Da un punto di vista pratico non presenta invece alcuna affinità per i recettori 5-HT 1, GABA, i recettori muscarinici, α1 e β-adrenergici.
Il farmaco stimola i recettori della dopamina dello striato e compensa così la carenza del neurotrasmettitore che caratterizza la malattia di Parkinson. Ropirinolo è inoltre in grado di inibire a livello ipotalamico ed ipofisario la secrezione della prolattina.

## Farmacocinetica
Dopo somministrazione per via orale ropirinolo è quasi completamente assorbito dal tratto gastrointestinale. La biodisponibilità del farmaco è circa il 50%. La concentrazione plasmatica massima (Cmax) si raggiunge circa 1,5 ore dopo l'assunzione. Assumere il farmaco con un pasto, particolarmente se grasso, ne riduce la percentuale di assorbimento. Ropirinolo si lega alle proteine plasmatiche in misura ridotta e compresa tra il 10% ed il 40%. Il metabolismo della sostanza avviene principalmente ad opera del citocromo P450, isoenzima CYP1A2. I metaboliti, fra cui il principale è almeno 100 volte meno potente del farmaco progenitore, sono escreti in prevalenza (tra il 60 ed il 90%) per via urinaria. L'emivita di eliminazione media è pari a circa 6 ore. Si deve comunque tenere presente che vi è un'ampia variabilità interindividuale dei diversi parametri farmacocinetici.

## Usi clinici
Ropinirolo trova indicazione:
- in monoterapia come trattamento iniziale, al fine di posticipare l'inizio di una terapia con levodopa
- in associazione alla stessa levodopa, durante l'evoluzione della malattia, quando divenga evidente che l'effetto della terapia con il dopaminergico viene affievolendosi o diviene instabile. In questa fase il paziente in trattamento può sperimentare spiacevoli fluttuazioni nell'effetto terapeutico del farmaco, fluttuazioni conosciute anche come “deterioramento di fine dose” o “fenomeni on-off”. È in questa fase che ropinirolo può essere utilmente associato alla levodopa.[6][7][8]

Ropinirolo può essere utilizzato anche per il trattamento della sindrome delle gambe senza riposo, ma in Italia si tratta di una indicazione off-label.

## Effetti collaterali ed indesiderati
Fra gli effetti collaterali più frequenti si riscontrano nausea, vomito, pirosi gastrica, dolore addominale, sonnolenza con episodi di colpi di sonno, bradicardia, ipotensione arteriosa ed ipotensione posturale, sincope, discinesia, edema degli arti inferiori. Il farmaco può comportare effetti avversi di tipo psichiatrico ed in particolare allucinazioni, marcato stato confusionale, paranoia e delirio.
Durante la sorveglianza post-marketing sono stati segnalati problemi di controllo degli impulsi che possono portare il paziente al disturbo da gioco d'azzardo ed all'aumento della libido con alcuni soggetti che sviluppano franca ipersessualità ed esibizionismo.

## Controindicazioni
Il farmaco è controindicato nei soggetti con ipersensibilità nota al principio attivo oppure ad uno qualsiasi degli eccipienti utilizzati nella formulazione farmacologica.
È inoltre controindicato nei soggetti con insufficienza epatica, con insufficienza renale grave (clearance della creatinina inferiore a 30 ml/min) e nelle donne in stato di gravidanza.

## Avvertenze
Dato che il trattamento con il farmaco è stato associato ad improvvisi episodi di sonnolenza, i pazienti debbono essere informati di questa possibilità e debbono usare cautela nel corso della guida di autoveicoli o nell'utilizzo di macchinari.
Per il noto rischio di ipotensione, arteriosa e posturale, associato all'assunzione del farmaco, viene raccomandato un attento controllo della pressione arteriosa, ed in particolare all'inizio del trattamento, specialmente nei soggetti affetti da gravi malattie cardiovascolari (insufficienza coronarica, scompenso cardiaco ed altre).

## Dosi terapeutiche
- Malattia di Parkinson

Nei soggetti adulti il dosaggio iniziale consigliato di ropinirolo è pari a 0,25 mg, tre volte al giorno, per una settimana. In seguito il dosaggio può essere incrementato di ulteriori 0,25 mg per ogni singola somministrazioni giornaliera, ogni settimana.
La dose totale giornaliera della prima settimana è perciò pari a 0,75 mg, quella della seconda settimana di 1,50 mg e così via. 
La dose giornaliera di mantenimento deve essere calibrata in funzione dell'efficacia e della tollerabilità del singolo individuo.
In genere una adeguata risposta terapeutica può essere registrata ad una dosaggio variabile fra 3 e 9 mg/die di ropinirolo, che debbono perciò essere considerate dosi abituali. In casi particolari la dose richiesta di ropinirolo può arrivare progressivamente fino a 24 mg/die.
- Sindrome delle gambe senza riposo (RLS)

Nei soggetti adulti affetti da RLS, la dose massima raccomandata è di 4 mg al giorno. Il farmaco deve essere assunto da 1 a 3 ore prima di coricarsi. In uno studio di 52 settimane in aperto si è registrato un dosaggio efficace medio di 1,90 mg, una volta al giorno, assunti dai pazienti 1-3 ore prima di mettersi a letto.